# Ligabuesaurus leanzai
Ligabuesaurus leanzai es la única especie conocida del género extinto Ligabuesaurus ("lagarto de Ligabue") de dinosaurio saurópodo titanosauriano, que vivió a mediados del período Cretácico, hace aproximadamente 112 y 109 millones de años, en el Aptiense y el Albiense, en lo que hoy es Sudamérica. Sus restos fueron encontrado en la Formación Lohan Cura, Provincia del Neuquén, Patagonia Argentina. Estos restos incluyen un maxilar incompleto con diez dientes, seis vértebras cervicales y dorsales, y varias huesos asociados de la cintura escapular y pélvica y miembros. Un análisis filogenético preliminar sugiere que Ligabuesaurus sea un titanosaurio básal. El desarrollo de sus patas delanteras relativamente largas, con un cociente del húmero/fémur de 0.9, indica que esta condición no es una adaptación exclusiva del Brachiosauridae. Su nombre fue colocado en honor al Dr Giancarlo Ligabue. El nombre de la especie, leanzai, está dedicada al geólogo Dr. Héctor A. Leanza, quien encontró por primera vez los restos del esqueleto en el campo.